# Игра на любов
„Игра на любов“ е български игрален филм (драма) от 1979 година на режисьора Януш Вазов, по сценарий на Владимир Ганев и Йордан Хаджиев. Оператор е Цветан Чобански. Музиката във филма е композирана от Георги Минчев.

## Сюжет
Това е историята на една любов. Любо е актьор в провинциален театър. Лили е пианистка и преподава музика. Третият е телефона. Любо се готви за ролята на Сирано дьо Бержерак. За него това не е просто поредното превъплъщение, а мечтаната роля. Но зад кулисите неговата шпага „затъва“ в конформизма на занаятчийството. А на премиерата ще играе друг. Лили е улисана със своите питомци в музикалната школа. Само разговорите по телефона – красиви, празнични, искрени думи прогонват сивотата на делника. Всъщност те никога не са се виждали. Запознанството име е вседствие на произволно избран телефонен номер. И идва развръзката – както в пиесата на Ростан. На срещата отива приятеля на Любо – художника Боби. Любо може да каже като Сирано: „На неговите устни моя глас.“ Този който жъне победата, не е този, когото е обикнала Лили. Една любов е останала нереализирана, останала само в телефонната слушалка.

## Състав

### Актьорски състав
| Изпълнител             | Роля   |
| ---------------------- | ------ |
| Любен Чаталов          | Любо   |
| Йорданка Любенова      | Лили   |
| Рашко Младенов         | Боби   |
| Бистра Марчева         | Бистра |
| Мадлен Чолакова        |        |
| Румяна Гайтанджиева    |        |
| Любомир Дековски       |        |
| Александър Александров |        |
| Коста Карагеоргиев     |        |
| Георги Горанов         |        |
| Люба Кавлакова         |        |
| Михаил Марков          |        |
| Стоян Стойчев          |        |
| Антон Маринов          |        |
| Димитър Учкунов        |        |
| Георги Широков         |        |
| В. Димитрова           |        |
| Цветана Гайдарджиева   |        |
| Васил Вачев            |        |
| Веско Зехиров          |        |
| И. Диков               |        |
| С. Начев               |        |
| П. Савов               |        |
| Христо Рашков          |        |
| Иван Атанасов          |        |
| Н. Фердинандов         |        |

### Творчески и технически екип
| Режисьор            | Януш Вазов                                                                                             |
| Сценарий            | Йордан Хаджиев Владимир Ганев                                                                          |
| Оператор            | Цветан Чобански                                                                                        |
| Художник            | Анастас Янакиев                                                                                        |
| Костюми             | Мария Сотирова                                                                                         |
| Грим                | Филипия Каминска                                                                                       |
| Музика              | Георги Минчев                                                                                          |
| Звук                | Михаил Каридов                                                                                         |
| Редактор            | Иван Дечев                                                                                             |
| Монтаж              | Надежда Ценова                                                                                         |
| Втори режисьор      | Антон Маринов                                                                                          |
| Втори оператор      | Емил Димитров                                                                                          |
| Асистент-режисьор   | Варя Шиякова                                                                                           |
| Асистент-оператори  | Любомир Българанов Стоян Миланов Димитър Минков Александър Александров                                 |
| Асистент монтаж     | Мария Въжарова                                                                                         |
| Скриптер            | Захарина Гривева                                                                                       |
| Фотограф            | Стефка Казанджиева                                                                                     |
| Реквизит            | Димитър Петров Роберт Герасимов                                                                        |
| Комбинирани снимки: | Художник: Владимир Колев Оператор: Тотьо Начев                                                         |
| Осветление          | Илия Кирилов                                                                                           |
| Заместник-директор  | Людмил Димитров                                                                                        |
| Организатор         | Тома Шивачев                                                                                           |
| Директор            | Петър Джорински                                                                                        |
| Distributed by      | БЪЛГАРСКА КИНЕМАТОГРАФИЯ Студия за игрални филми „БОЯНА“ Творчески колектив „ХЕМУС“ /Copyright © 1979/ |